# Juan de Acosta (kommun)
Juan de Acosta är en kommun i Colombia.   Den ligger i departementet Atlántico, i den norra delen av landet, 700 km norr om huvudstaden Bogotá. Antalet invånare är 14 578.